# Campeonato Tocantinense 2022
El Campeonato Tocantinense de Fútbol 2022 fue la 34.ª edición de la primera división de fútbol del estado de Tocantins. El torneo fue organizado por la Federação Tocantinense de Futebol (FTF). El torneo comenzó el 22 de enero y finalizó el 10 de abril.
Tocantinópolis se consagró campeón por sexta vez tras vencer en la final al Interporto, además de conseguir por primera vez dos títulos consecutivos.

## Sistema de juego

### Primera fase
Los 10 equipos se enfrentan en modalidad de todos contra todos a una sola rueda. Culminadas las nueve fechas, los cuatro primeros posicionados clasifican a las semifinales, mientras que los últimos cuatro equipos posicionados en la tabla de posiciones descenderán a la Segunda División.

### Segunda fase
- Semifinales: Los enfrentamientos se emparejan con respecto al puntaje de la primera fase, de la siguiente forma:
  - 1.º vs. 4.º
  - 2.º vs. 3.º

- Final: Los dos ganadores de las semifinales disputan la final.

- Nota 1: El equipo con menor puntaje acumulado hasta el momento del enfrentamiento, comenzará la llave como local.

- Nota 2: En caso de empate en puntos y diferencia de goles en cualquier llave, se definirá en tanda de penales. No se consideran los goles de visita.

### Clasificaciones
- Copa de Brasil 2023: Clasifica únicamente el campeón del campeonato.
- Copa Verde 2023: Clasifica únicamente el campeón del campeonato.
- Serie D 2023: Clasifican los dos mejores equipos de la tabla acumulada que no disputen la Serie A, Serie B o Serie C en la temporada 2022 o la Serie C en 2023.

## Equipos participantes
| Equipo                | Ciudad                | Estadio         | Capacidad | Posición 2021      | Títulos (último) |
| --------------------- | --------------------- | --------------- | --------- | ------------------ | ---------------- |
| Araguacema            | Araguacema            | Municipal Taça  | 1500      | 2.º                | 0                |
| Bela Vista            | Cachoeirinha          | Angico          | ¿?        | 2.º (2.ª división) | 0                |
| Capital               | Palmas                | Nilton Santos   | 12 000    | 7.º                | 0                |
| Gurupi                | Gurupi                | Resendão        | 3000      | 8.º                | 6 (2016)         |
| Interporto            | Porto Nacional        | General Sampaio | 2000      | 3.º                | 4 (2017)         |
| NC/Paraíso            | Paraíso do Tocantins  | Pereirão        | 6000      | 5.º                | 0                |
| Palmas                | Palmas                | Nilton Santos   | 12 000    | 4.º                | 8 (2020)         |
| Tocantinópolis        | Tocantinópolis        | Ribeirão        | 8000      | Campeón            | 5 (2021)         |
| Tocantins de Miracema | Miracema do Tocantins | Castanheirão    | 2000      | 6.º                | 0                |
| União Carmolandense   | Carmolândia           | Mirandão        | 10 000    | 1.º (2.ª división) | 1 (1994)         |

| Crecimiento | Equipos provenientes del Campeonato Tocantinense de Segunda División 2021. |

## Primera fase

### Tabla de posiciones
| Pos. | Equipo                | Pts. | PJ | G | E | P | GF | GC | Dif. | Clasificación          |
| ---- | --------------------- | ---- | -- | - | - | - | -- | -- | ---- | ---------------------- |
| 1    | Tocantinópolis        | 22   | 9  | 7 | 1 | 1 | 28 | 8  | +20  | Fase final.            |
| 2    | Capital               | 20   | 9  | 6 | 2 | 1 | 16 | 6  | +10  | Fase final.            |
| 3    | Interporto            | 19   | 9  | 5 | 4 | 0 | 16 | 5  | +11  | Fase final.            |
| 4    | União Carmolandense   | 18   | 9  | 5 | 3 | 1 | 11 | 8  | +3   | Fase final.            |
| 5    | Bela Vista            | 12   | 9  | 3 | 3 | 3 | 12 | 10 | +2   |                        |
| 6    | Palmas                | 9    | 9  | 2 | 3 | 4 | 16 | 11 | +5   |                        |
| 7    | NC/Paraíso            | 9    | 9  | 2 | 3 | 4 | 11 | 14 | −3   | Descenso de categoría. |
| 8    | Araguacema            | 8    | 9  | 2 | 2 | 5 | 12 | 14 | −2   | Descenso de categoría. |
| 9    | Gurupi                | 5    | 9  | 1 | 2 | 6 | 8  | 17 | −9   | Descenso de categoría. |
| 10   | Tocantins de Miracema | 1    | 9  | 0 | 1 | 8 | 4  | 41 | −37  | Descenso de categoría. |

 Fuente: FTF
Criterios de clasificación: 1) Puntos; 2) Partidos ganados; 3) Diferencia de gol; 4) Goles anotados; 5) Enfrentamiento directo entre los equipos en cuestión; 6) Sorteo.

### Resultados
| Local \ Visitante     | ARA | BEL | CAP | GUR | INT | NCP | PAL | TPS | TNS  | UNI |
| --------------------- | --- | --- | --- | --- | --- | --- | --- | --- | ---- | --- |
| Araguacema            | —   | —   | —   | —   | 1–2 | 3–1 | —   | —   | 4–1  | 0–1 |
| Bela Vista            | 2–1 | —   | 2–3 | —   | 1–1 | —   | 2–1 | —   | 4–0  | —   |
| Capital               | 4–1 | —   | —   | 3–0 | 0–0 | —   | —   | 2–1 | —    | —   |
| Gurupi                | 0–0 | 0–0 | —   | —   | 2–3 | —   | 1–3 | 0–2 | —    | —   |
| Interporto            | —   | —   | —   | —   | —   | 3–0 | 1–0 | —   | 5–0  | 1–1 |
| NC/Paraíso            | —   | 0–0 | 0–1 | 3–1 | —   | —   | —   | 2–3 | —    | 2–2 |
| Palmas                | 1–1 | —   | 1–1 | —   | —   | 1–1 | —   | 1–2 | 7–0  | —   |
| Tocantinópolis        | 2–1 | 3–1 | —   | —   | 0–0 | —   | —   | —   | 13–1 | 2–0 |
| Tocantins de Miracema | —   | —   | 0–2 | 1–3 | —   | 0–2 | —   | —   | —    | 1–1 |
| União Carmolandense   | —   | 1–0 | 1–0 | 2–1 | —   | —   | 2–1 | —   | —    | —   |

## Fase final

#### Cuadro de desarrollo
|  | Semifinales       | Semifinales         | Semifinales       | Semifinales       | Semifinales       |   |   | Final           | Final           | Final           | Final           | Final           |  |
|  | 19 al 27 de marzo | 19 al 27 de marzo   | 19 al 27 de marzo | 19 al 27 de marzo | 19 al 27 de marzo |   |   | 2 y 10 de abril | 2 y 10 de abril | 2 y 10 de abril | 2 y 10 de abril | 2 y 10 de abril |  |
|  |                   |                     |                   |                   |                   |   |   |                 |                 |                 |                 |                 |  |
|  |                   |                     |                   |                   |                   |   |   |                 |                 |                 |                 |                 |  |
|  | 1                 | Tocantinópolis (p)  | 1                 | 1                 | 2 (3)             |   |   |                 |                 |                 |                 |                 |  |
|  | 1                 | Tocantinópolis (p)  | 1                 | 1                 | 2 (3)             |   |   |                 |                 |                 |                 |                 |  |
|  | 4                 | União Carmolandense | 0                 | 2                 | 2 (2)             |   |   |                 |                 |                 |                 |                 |  |
|  | 4                 | União Carmolandense | 0                 | 2                 | 2 (2)             |   | 1 | Tocantinópolis  | 0               | 3               | 3               |                 |  |
|  |                   |                     |                   |                   |                   |   | 1 | Tocantinópolis  | 0               | 3               | 3               |                 |  |
|  |                   |                     | 3                 | Interporto        | 0                 | 0 | 0 |                 |                 |                 |                 |                 |  |
|  | 2                 | Capital             | 3                 | Interporto        | 0                 | 0 | 0 | 0               | 0               | 0               |                 |                 |  |
|  | 2                 | Capital             |                   |                   |                   |   |   | 0               | 0               | 0               |                 |                 |  |
|  | 3                 | Interporto          | 1                 | 0                 | 1                 |   |   |                 |                 |                 |                 |                 |  |
|  | 3                 | Interporto          | 1                 | 0                 | 1                 |   |   |                 |                 |                 |                 |                 |  |
|  |                   |                     |                   |                   |                   |   |   |                 |                 |                 |                 |                 |  |

Nota: El equipo que ocupa la primera línea es el que define la serie como local.
| Bandera del estado de Tocantins |
| Campeón                         |
| Tocantinópolis 6.to título      |

## Clasificación final
| Pos. | Equipo                | Pts. | PJ | G | E | P | GF | GC | Dif. | Clasificación                                        |
| ---- | --------------------- | ---- | -- | - | - | - | -- | -- | ---- | ---------------------------------------------------- |
| 1.°  | Tocantinópolis (C)    | 29   | 13 | 9 | 2 | 2 | 33 | 10 | +23  | Copa de Brasil 2023, Copa Verde 2023 y Serie D 2023. |
| 2.°  | Interporto            | 24   | 13 | 6 | 6 | 1 | 17 | 8  | +9   | Copa Verde 2023 y Serie D 2023.                      |
| 3.°  | Capital               | 21   | 11 | 6 | 3 | 2 | 16 | 7  | +9   |                                                      |
| 4.°  | União Carmolandense   | 21   | 11 | 6 | 3 | 2 | 13 | 10 | +3   |                                                      |
| 5.°  | Bela Vista            | 12   | 9  | 3 | 3 | 3 | 12 | 10 | +2   |                                                      |
| 6.°  | Palmas                | 9    | 9  | 2 | 3 | 4 | 16 | 11 | +5   |                                                      |
| 7.°  | NC/Paraíso            | 9    | 9  | 2 | 3 | 4 | 11 | 14 | −3   | Segunda División 2022.                               |
| 8.°  | Araguacema            | 8    | 9  | 2 | 2 | 5 | 12 | 14 | −2   | Segunda División 2022.                               |
| 9.°  | Gurupi                | 5    | 9  | 1 | 2 | 6 | 8  | 17 | −9   | Segunda División 2022.                               |
| 10.° | Tocantins de Miracema | 1    | 9  | 0 | 1 | 8 | 4  | 41 | −37  | Segunda División 2022.                               |

Reglas de clasificación: 1) Puntos; 2) Partidos ganados; 3) Diferencia de gol; 4) Goles anotados; 5) Enfrentamiento directo entre los equipos en cuestión; 6) Sorteo.